# Hellmuth Sitte
Hellmuth Sitte (* 6. Mai 1928 in Innsbruck; † 6. Dezember 2018 ebenda) war Professor für Allgemeine Biologie.

## Leben und Wirken
Der Vater von Hellmuth Sitte war Professor für Klassische Archäologie in Innsbruck. Zusammen mit seinem Bruder Peter wuchs er in Innsbruck auf, wurde im Alter von 16 Jahren zur Wehrmacht eingezogen und schwer verwundet, wobei ihm sein rechtes Bein amputiert werden musste.
Sitte studierte Naturwissenschaften und forschte bald zusammen mit seinem Bruder auf dem Gebiet der Elektronenmikroskopie und Ultrastrukturforschung auf der Ebene organismischer Zellen. Beide waren wesentlich am Aufbau dieses Forschungsbereichs in Europa beteiligt.
Bereits am Anfang seiner universitären Laufbahn erhielt er einen Ruf an die Harvard-Universität, den er jedoch ablehnte. Nach seiner Habilitation an der Universität Heidelberg arbeitete er ab 1963 an der Medizinischen Fakultät der Universität des Saarlandes, wo er 1966 Ordinarius für Zytologie und Elektronenmikroskopie wurde. Ab 1972 führte sein Lehrstuhl die Bezeichnung „Allgemeine Biologie für Mediziner“.
Sitte, der mehrere Berufungen, unter anderem an die Akademie der Wissenschaften in Wien zum Aufbau eines Instituts für Molekularbiologie, ablehnte, publizierte rund 100 wissenschaftliche Arbeiten und hielt weit über 200 Patente aus dem Bereich der Ultramikrotomie und der Tieftemperaturtechnik.
Von 1969 bis 1973 war Sitte Rektor der Universität des Saarlandes. Zudem war er Vertrauensdozent der Deutschen Forschungsgemeinschaft und der Studienstiftung des Deutschen Volkes.

## Ehrungen
- Träger des Saarländischen und Luxemburgischen Verdienstordens
- 1993: Ehrenmitglied der Royal Microscopical Society in Oxford

Sitte war Mitglied zahlreicher wissenschaftlicher Gesellschaften.